# Vibrio comma
Vibrio comma – Gram-ujemny przecinkowiec wywołujący u ludzi tzw. cholerę azjatycką - groźne schorzenie jelit.

## Występowanie
Azja Południowa - np. Indie

## Inne chorobotwórcze przecinkowce
- Vibrio cholerae wywołujące cholerę
- Vibrio hepatis
- Vibrio foetus